# HMS Unswerving (P63)
Le HMS Unswerving (Pennant number: P63) est un sous-marin de la classe Umpire ou Classe U  de la Royal Navy. Il a été construit en 1943 par Vickers-Armstrongs à Newcastle upon Tyne (Angleterre).

## Conception et description
Le Unswerving fait partie du troisième groupe de sous-marins de classe U qui a été légèrement élargi et amélioré par rapport au deuxième groupe précédent de la classe U. Les sous-marins avaient une longueur totale de 60 mètres et déplaçaient 549 t en surface et 742 t en immersion. Les sous-marins de la classe U avaient un équipage de 31 officiers et matelots.
Le Unswerving était propulsé en surface par deux moteurs diesel fournissant un total de 615 chevaux-vapeur (459 kW) et, lorsqu'il était immergé, par deux moteurs électriques d'une puissance totale de 825 chevaux-vapeur (615 kW) par l'intermédiaire de deux arbres d'hélice. La vitesse maximale était de 14,25 nœuds (26,39 km/h) en surface et de 9 nœuds (17 km/h) sous l'eau.
Le Unswerving était armé de quatre tubes lance-torpilles de 21 pouces (533 mm) à l'avant et transportait également quatre recharges pour un grand total de huit torpilles. Le sous-marin était également équipé d'un canon de pont de 3 pouces (76 mm).

## Carrière
La quille du sous-marin Unswerving a été posée au chantier Vickers Armstrong, à Newcastle upon Tyne le 17 février 1942, lancé le 19 juillet 1943 et mis en service le 3 octobre 1943. 
Le Unswerving effectue des entraînements à la fin de 1943, puis rejoint la 1re flottille en Méditerranée, où il effectue des patrouilles en mer Egée. Il finira par passer la plus grande partie de sa carrière de guerre en Méditerranée, où il coule les garde-côtes allemands GN 61' et GN 62, le pétrolier allemand Bertha (l'ancien Bacchus français) et six voiliers, et affirme en avoir endommagé un septième. Il a cependant été malchanceux à de nombreuses reprises, attaquant sans succès le petit marchand allemand Toni (l'ancien Thalia grec), le minéralier auxiliaire allemand Zeus, le transporteur allemand Pelikan et son escorte, le torpilleur allemand TA19, et le navire marchand allemand Gertrud à deux reprises.
Sous le commandement du lieutenant M. D. "Mick" Tattershall, le Unswerving est le premier sous-marin britannique dont tous les officiers étaient membres de la Royal Naval Volunteer Reserve et non pas des officiers de la marine régulière.
Le Unswerving a survécu à la guerre et est arrivé chez John Cashmore Ltd, à Newport au pays de Galles, le 10 juillet 1949 pour être démoli.

## Commandant
- T/Lieutenant (T/Lt.) Michael Dent Tattersall (RNVR) du 21 juillet 1943 à mai 1945
- T/Lieutenant (T/Lt.) Norman Douglas Piper (RNVR) de mai 1945 au 1er juillet 1945
- T/S.Lieutenant (T/S.Lt.) James Nehemiah McCaughan (RNR) du 1er juillet 1945 au 12 juillet 1945
- Lieutenant (Lt.) Kenneth James Clark, (RN) du 1er août 1945 à début 1946

RN: Royal Navy - RNR: Royal Navy Reserve - RNVR: Royal Navy Volunteer Reserve